# Melanozosteria conjuncta
Melanozosteria conjuncta es una especie de cucaracha terrestre del género Melanozosteria, tribu Polyzosteriini, subfamilia Polyzosteriinae. Fue descrita científicamente por Shelford en 1909.

## Distribución
Se distribuye por Oceanía: Australia Occidental.